# Lüning-Gruppe
Die Rieländer Handels GmbH (korrekt: Rieländer Handelsgesellschaft mit beschränkter Haftung) ist die Konzernobergesellschaft der Lüning-Gruppe, einem deutschen Lebensmittelunternehmen mit Hauptsitz in Rietberg im Kreis Gütersloh in Nordrhein-Westfalen.
Das Kerngeschäft des 1853 gegründeten Unternehmens gliedert sich in die Geschäftsbereiche Großhandel, Einzelhandel, Ladenbau und Werbung. Im Geschäftsbereich Großhandel werden Lebensmitteleinzelhandel, Tankstellen und Kioske mit Lebensmitteln beliefert. Der Geschäftsbereich Einzelhandel bezieht sich auf die 31 selbst betriebenen Märkte, die das Unternehmen als „EDEKA center LÜNING“, „Elli-Markt“ und „sb LÜNING“ bezeichnet. Im Geschäftsbereich Ladenbau werden Einrichtungslösungen für den Einzelhandel geplant, produziert und realisiert. Der Geschäftsbereich Werbung setzt sich zusammen aus der Konzeption, Gestaltung und Herstellung von Marketingkonzepten für Handelsunternehmen.
Seit 1989 ist die Edeka Minden-Hannover zu 49 % an den Geschäftsbereichen Groß- und Einzelhandel beteiligt.

## Geschichte

### Anfänge als Bäckerei und Gasthof (1853 bis 1903)
Am 12. April 1853 legte der Bäckermeister Max Lüning im Alter von 25 Jahren den Grundstein für das heutige Unternehmen. Neben dem Kolonialwaren- und Versandgeschäft, der Bäckerei und dem Gasthof betrieb der Unternehmer in den Anfangsjahren auch Fahrdienste. Am 19. Juli 1881 heiratete Heinrich Rieländer Katharina, die Tochter von Max Lüning, und leitete ab diesem Jahr das Unternehmen.

### Aufbau des Großhandelsgeschäfts (1903 bis 1945)
1903 kam Max Rieländer, der Sohn von Heinrich Rieländer und Katharina Lüning, an die Spitze des Unternehmens. Gemeinsam mit seinem Vater führte er die Geschäfte: Der Vater kümmerte sich um den Gasthof und die Bäckerei, der Sohn widmet sich dem Auf- und Ausbau des Großhandelsgeschäfts. Max Rieländer schaffte sich einen stetig wachsenden Kundenkreis, zunächst vornehmlich im Gebiet der alten Grafschaft Rietberg. 1936 starb Max Rieländer mit nur 54 Jahren. Nach seinem Tod führte sein Sohn Heinz Rieländer, zusammen mit seiner Mutter, die Geschäfte weiter. Zu diesem Zeitpunkt arbeiteten 26 Mitarbeiter für das Unternehmen.

### Weiterentwicklung durch Ladenbau und Einzelhandel (1945 bis 1989)
Der Familie gelang es, die Geschäfte durch die Kriegsjahre hindurch zu erhalten. Nach dem Kriegsende ging der Aufbau des Großhandelsgeschäfts weiter und fand 1951 mit der Gründung des Lüning Ladenbau Rietberg und in den 1960er Jahren mit dem eigenen Einzelhandel seine Ergänzung. 1967 eröffnete Heinz Rieländer erste SB Hallen mit Nonfood-Sortimenten, 1968 sechs Elli-Handelsmärkte mit Lebensmittelsortimenten. Neben einem Geschäft in Rietberg entstanden in diesem Jahr weitere in Rhoden, Steinhagen, Lippstadt, Korbach und Lütgendortmund sowie ein A&O-Markt Ost in Schloss Neuhaus. 1975 vollzog sich der fünfte Generationswechsel an der Firmenspitze der Lüning-Gruppe und Wolfgang Rieländer zog in die Geschäftsführung ein.

### Wiedervereinigung und Kooperation mit Edeka (ab 1989)
Mit dem Mauerfall öffnete sich Lüning erstmals dem Einzelhandel außerhalb von Nordrhein-Westfalen und eröffnete in kurzer Folge mehrere Nonfood-Märkte, Ladenbau-Niederlassungen und ein Nonfood-Lager in den neuen Bundesländern. Durch die Kooperation mit der Edeka Regionalgesellschaft Edeka Minden-Hannover eröffneten sich neue Einkaufschancen und Konditionen, die die Wettbewerbsfähigkeit der Lüning eigenen Märkte und des Lüning Großhandels bis heute zu einem starken regionalen Handelspartner machen. 2001 zog das Großhandelslager von Rietberg in das neue Lüning Logistikzentrum nach Langenberg-Benteler um. 2009 stieg mit Philipp Rieländer die sechste Generation der Familie in die Leitung der Lüning-Gruppe ein und 2013 wurde er zum Geschäftsführer. Er übernahm von seinem Vater Wolfgang Rieländer ein Handelsunternehmen mit über 1600 Mitarbeitern, zwei Logistikzentren, 30 eigenen Märkten, zwei Ladenbau-Unternehmen und einer inhouse Werbeagentur und Druckerei.

### Weitere Entwicklung der Lüning-Gruppe (ab 2014)
2014 wurde das Lüning Logistikzentrums um ein Hochregallager erweitert. Im Jahr 2015 zog der Lüning Ladenbau von Rietberg nach Langenberg-Benteler um und befindet sich seitdem gegenüber dem Lüning Logistikzentrum an der B55. Im gleichen Zuge vergrößerte sich das Logistikzentrum durch das neue Außenlager „Benteler Ost“, das ebenfalls in den neuen Hallen einzog.

## Auszeichnungen (Auswahl)
- 2011 Sieger im Wettbewerb „Familie gewinnt“ der Bertelsmann Stiftung und des Kreises Gütersloh (Kategorie: Großunternehmen)[11]
- 2013 Sonderpreis für langjähriges und nachhaltiges Engagement für eine bessere Vereinbarkeit von Beruf und Familie[12]
- 2015 Auszeichnung mit dem Siegel „familienfreundlicher Arbeitgeber“ der Bertelsmann Stiftung[13]
- 2017 Auszeichnung mit dem Siegel „Regional-Star“ der Lebensmittel Praxis[14]
- 2018 Auszeichnung mit dem Siegel „Top-Karrierechancen“ von Focus Money[15]